# Ludwig Knaus
Ludwig Knaus   (Wiesbaden, 5 d'octubre de 1829 - Berlín, 7 de desembre de 1910) va ser un pintor de gènere alemany de la jove escola de pintura de Düsseldorf.

## Biografia

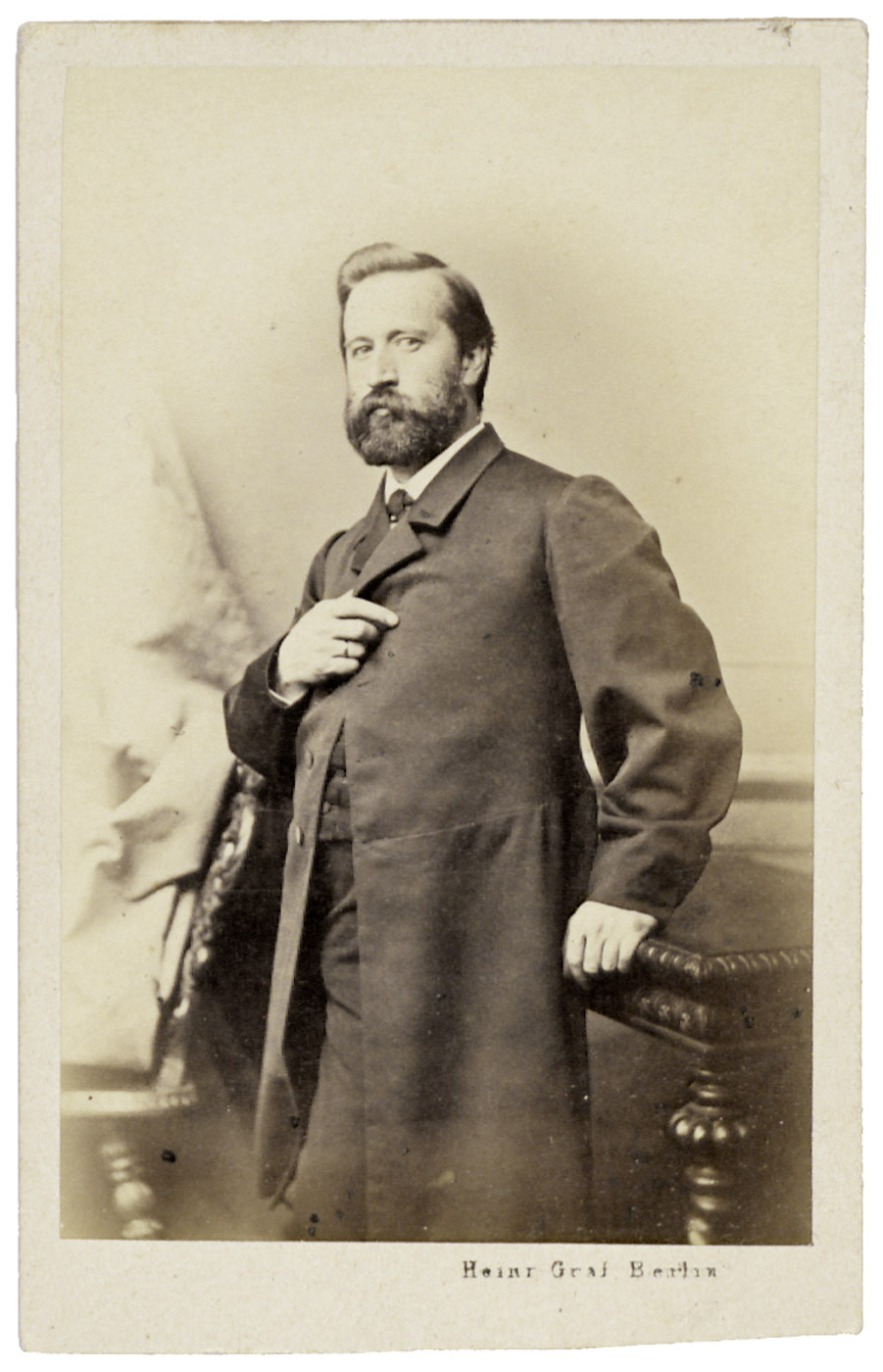
Ludwig Knaus, 1860

Va néixer a Wiesbaden i va estudiar entre 1845 i 1852 amb Sohn i Schadow a Düsseldorf. Les seves primeres obres, com The Gamblers in the Düsseldorf Gallery, són a la manera d'aquella escola, sent fosques i de color pesat. Aquesta deficiència es va solucionar amb estudis a París, on va anar el 1852 i es va matricular com a alumne de Thomas Couture. El 1853, el seu Morning after the Kermess va rebre la segona medalla d'or del Saló i el va convertir en un famós pintor. Llevat d'un any d'estudi a Itàlia, va romandre a París fins al 1860.
Les seves obres principals d'aquest període inclouen Les noces d'or, El baptisme i El passeig, comprades per a Luxemburg. De 1861 a 1866 va exercir a Berlín, produint obres com Boys Playing Cards, Looking for a Bride (Museu de Wiesbaden) i His Highness on His Travels. Els vuit anys següents de la seva vida van veure la producció de bona part de les seves millors obres, com ara The Children's Festival (Galeria de la Nació, Berlín), In Great Distress i The Village Prince. De 1874 a 1883 va ser professor a la Reial Acadèmia Prussiana de Berlín, i va continuar residint en aquesta ciutat fins a la seva mort.

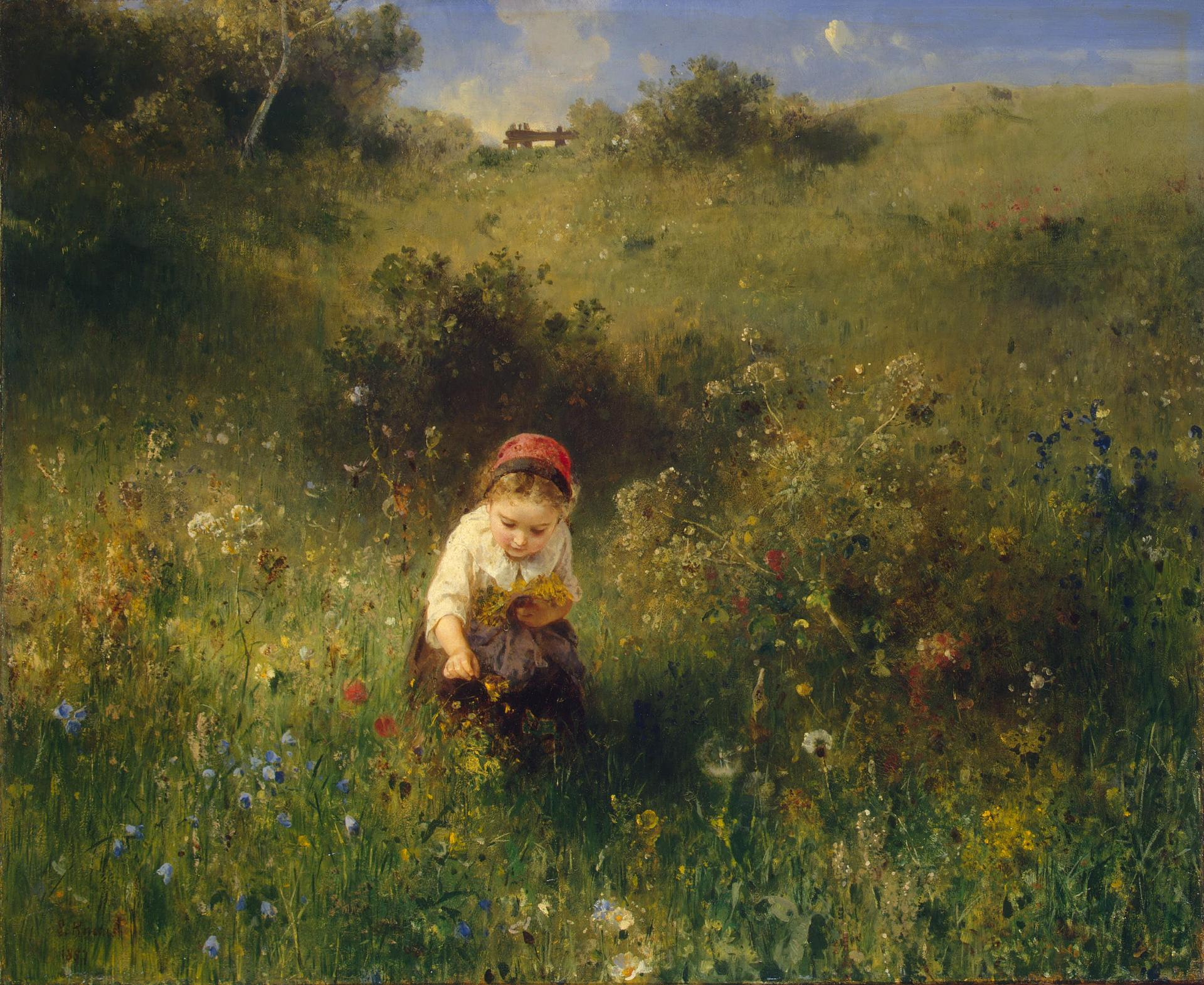
Noia al camp (1857)

Entre les obres més importants del seu darrer període es trobaven: The Holy Family i The Road to Ruin, ambdues pintades el 1876 i ara al Metropolitan Museum of Art, Nova York; Darrere el teló (1880), Galeria de Dresden; The Rag Baby (1880) i A Village Festival (1881), ambdues a la col·lecció Vanderbilt, Metropolitan Museum, Nova York; i Un duel. Durant el seu últim període, Knaus també va pintar una sèrie d’"Idils", amb nus d'estil més aviat clàssic, dels quals un exemple important es troba al Museu de Wiesbaden.
Els exemples més famosos dels seus retrats, de caràcter de gènere, són els del científic Helmholtz i l'historiador Mommsen, tots dos a la National Gallery de Berlín. Entre les seves nombroses distincions hi havia la gran medalla d’or de l’Exposició de Berlín de 1861 i la gran medalla d’honor a l'Exposició de París de 1867. Moltes de les seves obres estan representades al Museu de Wiesbaden.
Va ser membre de les acadèmies de Berlín, Múnic i moltes altres; un oficial de la Legió d'Honor. i un cavaller de l'orde prussiana Pour le Mérite. Possiblement, la seva obra més famosa és Girl in a Field (1857). Els gravats de les seves obres van ser especialment populars entre la pagesia alemanya.